# 이나다 고지
이나다 고지(일본어: 稲田 康志, 1985년 6월 19일 ~ )는 일본의 전 축구 선수이다.

## 구단 경력
그는 2008년부터 2017년까지 J리그의 로아소 구마모토, 가시와 레이솔, 알비렉스 니가타에서 활동하였다.